# Давидсон, Мария Соломоновна
Мария Соломоновна Давидсон (28 октября 1926, Ленинград — 15 декабря 2019, Санкт-Петербург) — советская и российская художница, живописец, член Санкт-Петербургского Союза художников (до 1992 года — Ленинградской организации Союза художников РСФСР).

## Биография
Мария Соломоновна Давидсон родилась 28 октября 1926 года в Ленинграде. В 1946 году вышла замуж за художника Юрия Тулина (1921—1986). В 1952 году окончила Высшее художественно-промышленное училище имени В. И. Мухиной по мастерской Анатолия Казанцева. Занималась у Александра Самохвалова, Ивана Степашкина, Арсения Семёнова, Сергея Осипова. С 1954 года участвовала в выставках ленинградских художников. Писала портреты, пейзажи, жанровые композиции, натюрморты. Член Ленинградского Союза художников с 1959 года. Персональные выставки в Ленинграде (1976), Мадриде (1993), Толедо (1993). Сын — Петр, дочери Тулина Галина Юрьевна и Тулина Екатерина Юрьевна (р. 1947), живописец, член Санкт-Петербургского Союза художников.
Произведения М. С. Давидсон находятся в художественных музеях и частных собраниях в России, Испании, Франции и других странах.

## Выставки
- 1956 год (Ленинград): Осенняя выставка произведений ленинградских художников.
- 1957 год (Ленинград): 1917 - 1957. Выставка произведений ленинградских художников.
- 1958 год (Ленинград): Осенняя выставка произведений ленинградских художников.
- 1960 год (Ленинград): Выставка произведений ленинградских художников 1960 года.
- 1960 год (Ленинград): Выставка произведений ленинградских художников.
- 1961 год (Ленинград): Выставка произведений ленинградских художников 1961 года.
- 1964 год (Ленинград): Ленинград. Зональная выставка
- 1975 год (Ленинград): Наш современник. Зональная выставка произведений ленинградских художников.
- 1976 год (Москва): Изобразительное искусство Ленинграда.
- 1977 год (Ленинград): Выставка произведений ленинградских художников, посвящённая 60-летию Великого Октября.
- 1980 год (Ленинград): Зональная выставка произведений ленинградских художников.
- 1997 год (Петербург): Связь времён. 1932—1997. Художники — члены Санкт-Петербургского Союза художников России .